# Уэле (приток Убанги)
Уэле (фр. Uele) — река в Демократической Республике Конго.
Её длина составляет 1130 километров. Исток реки находятся в Синих горах, к западу от озера Альберт, недалеко от границы с Суданом. В верховьях река называется Кибала. Сливаясь с рекой Мбому, у города Джакома образует реку Убанги. Это пятая по длине река в Африке. Наибольшие расходы воды в период дождей с марта по октябрь. Имеет ряд притоков. Исследовал реку в XIX веке российский натуралист Юнкер.